# Université Nazi-Boni
L'université Nazi-Boni (UNB) est une université publique d'Afrique de l'Ouest située dans le village de Nasso, à une quinzaine de kilomètres de Bobo-Dioulasso, dans la région Hauts-Bassins du Burkina Faso.

## Historique
C'est en septembre 1995 que le Centre universitaire polytechnique de Bobo-Dioulasso (CUPB) voit le jour (décret n° 95-340/PRES/MESSRS).
Pour répondre à une politique de décentralisation de l'enseignement supérieur au Burkina Faso, le CUPB est transformé en université polytechnique de Bobo-Dioulasso (UPB) le 16 mai 1997 (décret n° 97-254/PRES/PM/MESSRS).
Depuis le 29 juillet 2002, l'UPB est un établissement public de l’État à caractère scientifique, culturel et technique (EPSCT) chargé d’enseignement supérieur et de recherche scientifique (décret n°2002-288/PRES/PM/ MESSRS/MFB).
En 2017, elle est renommée université Nazi-Boni, en l'honneur de Nazi Boni.

## Organisation
L'UNB est composée de cinq instituts, d'une école et de trois centres de recherche, :

### Instituts
- Institut universitaire de technologie (IUT)
- Institut du développement rural (IDR)
- Institut des sciences de la nature et de la vie (ISNV)
- Institut des sciences exactes et appliquées (ISEA)
- Institut supérieur des sciences de la santé (INSSA)

### École
- École supérieure d’informatique (ESI)

### Centres de recherche
- Laboratoire d'études des ressources naturelles et des sciences de l'environnement (LERNSE)
- Laboratoire de recherche et d'enseignement en santé et biotechnologies animales (LARESBA)
- Groupe d'études et de recherches en mécanique et énergétique (GERME)